# Jules Levy
Jules Ephraim Levy (født 19. juni 1930 i Thessaloniki, Grækenland - død 3. juni 2006) var en bulgarsk komponist og dirigent.
Levy studerede komposition på Sofia Statslige Musikakademi hos Veselin Stojanov. Han studerede senere komposition privat i Frankrig. Levy har skrevet fire symfonier, orkesterværker, kammermusik, to operaer, korværker, [cenemusik, balletmusik, underholdnings musik for orkester etc. Han var også dirigent for flere orkestre såsom Statens Musikorkester for Bulgarsk Radio etc.

## Udvalgte værker
- Symfoni nr. 1 "Liv og død" (1958) - for orkester
- Symfoni nr. 2 (1970) - for orkester
- Symfoni nr. 3 "Den evige flamme" (1975) - for orkester
- Symfoni nr. 4 "Burleske" (1984) - for blæsere
- "Neda" (1977) - opera
- "Mit Fædreland" (1976) - for blandet kor